# Lampione
Lampione é uma pequena ilha do estreito da Sicília que, junto com Lampedusa e Linosa, faz parte do arquipélago das ilhas Pelágias. Tem uma superficie de apenas 1,2 km² e altitude máxima de 36 m.
Não é habitada e o único sinal do homem é um farol, desativado há muitos anos, de onde vem seu nome.
A ilhota faz parte da Reserva marinha das Ilhas Pelágias e é reserva natural integral. A flora e a fauna são sujeitas a total proteção e não é permitida nenhum tipo de atividade na ilha além de estudo e pesquisa científica.
Muitos pássaros migratórios chegam à ilha regularmente. Também está presente o ''armadillidium hirtum pelagicum'', um crustáceo terrestre. Existem ainda numerosos tubarões, em particular o tubarão cinza, e corais amarelo e rosa.